# Somatochlora
Libellules émeraude
Genre
Les libellules émeraude ou chlorocordulies, Somatochlora, sont un genre d'odonates anisoptères de la famille des Corduliidae.
43 espèces de cette famille ont été déjà décrites. Elles sont pour l'essentiel répandues dans les zones tempérées nord, depuis le sud de l’Inde jusqu'au cercle polaire arctique. Certaines espèces appartiennent donc aux libellules ayant des domaines de répartition les plus septentrionaux, ou en altitude, les plus froids, et sont donc adaptées au froid, par leur  mode de vie, leurs cycles de développement, et leurs propriétés physiologiques, comme une protection antigel des larves.
Les libellules émeraude ont reçu leur nom vernaculaire en raison de leurs yeux vert émeraude : Smaragdlibelle en allemand, ou Emerald dragonfly en anglais.

## Caractéristiques générales
Les libellules émeraude ne montrent qu'une dispersion relativement restreinte de leurs caractères, tant à l'état de larves qu'à celui d’imagos (adultes), en particulier en ce qui concerne la taille et la coloration.

### Caractéristiques des imagos
Les imagos, de taille moyenne (39  à   68 mm), possèdent en général un corps sombre à reflets métalliques, orné d'un vague dessin clair.  Elles sont modérément poilues, sauf certaines parties du corps, comme les côtés du thorax qui sont fortement poilues. Il n'y a pas dans ces espèces de dimorphisme sexuel marqué : les différences se limitent à la forme des appendices génitaux à l’arrière du corps, ainsi qu'à la forme de celui-ci : chez les femelles, dont l’intérieur est rempli par les ovaires pleins d'œufs, l'abdomen est cylindrique, il ne montre aucune gorge au niveau du troisième segment de l’arrière du corps, comme c'est le cas pour les mâles. Cette différence est tout particulièrement marquée parmi les espèces européennes chez Somatochlora metallica.
Après l'éclosion de l’imago, les yeux sont brun rougeâtre et se colorent peu à peu en vert émeraude brillant. La face est noire, à aspect métallique, le front bleu métallique possède en règle générale des taches latérales jaunes, ou une bande jaune qui le traverse, et le labium est généralement clair. Le thorax est vert métallique, mais peut avoir aussi des reflets cuivrés. La plupart du temps, il est uni, mais peut montrer chez quelques espèces une ou deux taches ou bandes claires. L'abdomen est très foncé – de noir à vert foncé métallique – et possède une ornementation dépendant de l'espèce, de taches blanches et anneaux intersegmentaires blanchâtres. Le deuxième segment abdominal est épaissi.
Les membres sont en règle générale noirs à gris foncé, et les membres antérieurs et postérieurs des mâles possèdent sur le tibia une crête presque toujours absente sur les membres médians. Les ailes sont en règle générale incolores mais peuvent, en particulier chez les femelles fraîchement écloses, et sur la partie avant, être gris fumé ou jaunâtres. Parfois la base des ailes est ivoire. La nervation des ailes ressemble à celle des Cordulia voisines, mais en diffère cependant par la présence de deux nervures transversales supplémentaires entre la nervure cubitale et la nervure anale. Les triangles alaires ont deux lignes, les sous-triangles de l’aile antérieure, trois lignes et ceux de l'aile postérieure une seule ligne, et ils sont transparents. Sous le ptérostigma ne se trouve qu'une nervure. Les crochets servant à l'accouplement chez le mâle sont grands et aplatis. Leur  pointe est dirigée vers l’arrière et leur forme dépend de l’espèce.
Les cerques (appendices abdominaux supérieurs) sont pointus et possèdent des dentelures ventrales, dont la forme est différente selon les espèces. L'épiprocte (appendice inférieur), troisième plaque dorsale du dernier segment abdominal est plus courte et en triangle allongé, avec une extrémité souvent pointue et recourbée, ou plus rarement émoussée ou légèrement bouclée. La plaque subgénitale peut avoir selon les espèces des formes et des tailles très différentes : il en existe de plates, en gouttière ou en bec. C'est par ces variations du bout de l’abdomen que l'on peut effectuer au mieux la distinction et la détermination des diverses espèces.

### Caractéristiques des larves
Les larves ont le même biotope que les autres larves typiques de la famille des Corduliidae. Elles ont une large tête (deux fois plus large que longue) et leur abdomen est plus ou moins ovale. Leur couleur est en règle générale brun sombre uni, parfois avec des taches noires sur le corps et les membres. Mais il n'y a jamais de traces noires sur le thorax. Elles sont de moyennement à très poilues, et possèdent des membres courts à moyennement longs.
Le « masque de chasse », typique des Corduliidae, est construit comme un casque, non pas plat comme pour d'autres larves de grandes libellules, mais en forme de coupe. Cette coupe profonde est formée des palpes labiaux et de la partie avant du prementum et fermée vers le haut par de longs poils érectiles. Le bord interne des palpes labiaux est recourbé vers l'intérieur et possède une épine pointue comme crochet mobile. L'articulation du masque de chasse (suture labiale) peut se continuer jusqu'à la base du mésothorax, ou à la hanche (coxa) de la paire de pattes médianes. Chez la larve au dernier stade, l'étui alaire postérieur s'étend jusqu'au milieu du sixième segment abdominal.
Des épines dorsales peuvent exister des segments 3 à 9. Des  épines latérales se trouvent au plus sur les segments 8 et 9, si elles existent. La pyramide anale est à peu près aussi longue que l'ensemble des deux derniers segments (9 et 10). En Europe, les larves du groupe alpestris (S. alpestris, S. arctica, S. sahlbergi) diffèrent de celles du groupe metallica (Somatochlora metallica, Somatochlora meridionalis, Somatochlora borisi, Somatochlora flavomaculata, Somatochlora graeseri). Pour les larves du premier groupe, le poil est dense, les épines dorsales absentes et les latérales minimes ; les autres sont faiblement poilues, et sont munies d'épines indiscutables sur le dos et les côtés.

### Caractéristiques génétiques
Comme pour de nombreux groupes d'insectes, il n'y a pour les libellules émeraude que peu de données génétiques et sur le génome. Jusqu'à présent, aucun génome de libellule n'a été complètement séquencé. Seuls quelques fragments d'ADN nucléaire et des mitochondries de diverses espèces ont été analysés pour des comparaisons phylogénétique, comme pour Somatochlora  flavomaculata sur la base des rADN 18S et 28S, ainsi que pour les espèces Somatochlora viridiaenea (2 sous-espèces) et Somatochlora clavata au Japon sur la base d'ADN mitochondrial.
Dans le cadre d'une estimation de la taille du génome d'environ 100 espèces de libellules, Ardila-Garcia & Gregory ont déterminé en 2009 la taille du génome de Somatochlora williamsoni et Somatochlora elongata. Ils ont obtenu une masse de 1,9 pg et 2,85 pg respectivement (un pg correspond environ à un milliard de bases), par comparaison avec des données connues pour Drosophila melanogaster et Tenebrio molitor. Au terme de cette étude, il ressort que Somatochlora elongata a le plus grand génome de toutes les espèces étudiées.

## Répartition
Même si l'on trouve beaucoup d'espèces dans des territoires méridionaux, comme Somatochlora dido à Taiwan et S. daviesi en Inde du sud, il faut considérer que les libellules émeraude ont un habitat holarctique, avant tout en Amérique du Nord, et en Eurasie, et pour l'essentiel, sont boréales. Certaines espèces appartiennent ainsi aux libellules aux domaines de répartition les plus nordiques, et donc les plus froids. Le Canada, avec 17 espèces, en a le plus, comme l'Amérique du Nord en général. On n'en trouve que 7 en Europe, dont trois sont aussi répandues en Extrême-Orient russe, où 4 autres espèces résident. On a décrit 7 espèces au Japon, mais seule Somatochlora clavata y est endémique, tandis que toutes les autres sont aussi répandues en Asie orientale.
Les territoires des libellules émeraude varient en fonction des espèces et des régions, mais on reconnaît une préférence pour les territoires marécageux. Ainsi, 14 des 17 espèces canadiennes vivent dans les tourbières ombrotrophes, et les espèces européennes sont en majorité présentes dans des territoires marécageux.

## Mode de vie
Comme toutes les libellules, les libellules émeraude sont attirées par les étendues d'eau où leurs larves peuvent se développer. Les adultes peuvent s'éloigner très loin de leur lieu de naissance, et certaines espèces préfèrent s'accoupler sur des collines. Mais l'on ne peut pas trouver d'assertion valable pour toutes les espèces de libellules émeraude.

### Mode de vie des larves
Les larves commencent par se nourrir du reste de leur jaune d'œuf, mais dès la première semaine, elles commencent la chasse, pour laquelle elles disposent d'un masque prêt à l'emploi et entièrement formé. Elles ont une nourriture opportuniste, et attrapent presque tout ce qu'elles peuvent maîtriser. Les larves de libellule émeraude sont des chasseurs à l'affût sur le fond, et s'orientent principalement par le sens du toucher, alors que leurs yeux ne jouent qu'un rôle mineur dans la capture des proies. Comme on l'a observé chez Somatochlora metallica, elles ne grimpent pas le long des plantes aquatiques pour chasser, comme c'est le cas pour d'autres larves de libellule. Les analyses de déjections de Somatochlora alpestris dans de petites mares des Alpes ont donné comme nourriture avant tout des larves de chironome, des puces d'eau, des larves de Sialis, de petits mollusques, des annélides, des Hydrachnidiae et aussi des vers de cristal, qui habitent en règle générale les eaux libres, et même des larves de leur propre espèce (cannibalisme). Dans l'analyse du contenu de l’estomac d'une Somatochlora arctica en Norvège, la nourriture consistait en 58 % de larves de chironome, 40 % de puces d'eau, et les 2 % restants d’Hydrachnidiae.
Les eaux préférées par les larves de la majorité des libellules émeraude se distinguent par de très basses valeurs du pH et une haute concentration en nutriments (tourbières). Les larves sont très tolérantes à l'égard des impuretés, et peuvent vivre dans des eaux de propriétés très variées, depuis des environnements complètement oligotrophes, jusqu'à de très eutrophes, ainsi que dans des eaux très douces jusqu'à dures, et de très acides à légèrement basiques. Plusieurs semaines dans de l’eau avec un pH de 3, ou aussi dans de l'eau distillée, n'ont pas endommagé des larves de Somatochlora alpestris et Somatochlora arctica étudiées. Par contre, elles sont très sensibles aux élévations de température de l'eau, 26 °C étant très défavorable à ces animaux.
En ce qui concerne le gel, les larves de libellules émeraude paraissent très tolérantes, par rapport à d'autres larves de libellules. Elles survivent à des périodes de gel jusqu'à -20 °C sans dommage, tant que l’intérieur des cellules ne gèle pas. Ceci est permis en particulier par l'existence de substances spéciales dans les liquides du corps, qui servent d'antigel, et tout particulièrement des polyols. Une autre adaptation particulière des larves de libellules émeraude est leur très longue durée de survie en cas de sécheresse, ce qui  arrive souvent en plein été ou en automne pour de petites mares. Une partie des larves survit dans de la vase séchée ; celles de Somatochlora hineana, en Amérique peuvent se retirer dans des carapaces de crustacés. Dans un substrat humide comme des tas de feuilles ou des amas de mousse, la durée de survie peut atteindre quelques mois. Dans des expériences, des larves de Somatochlora semicircularis survivent au sec à 20 °C et environ 70 %  d'humidité en moyenne 13 jours, tandis que des larves d'autres espèces des mêmes marais se dessèchent dans la moitié du temps.

### Mode de vie des imagos

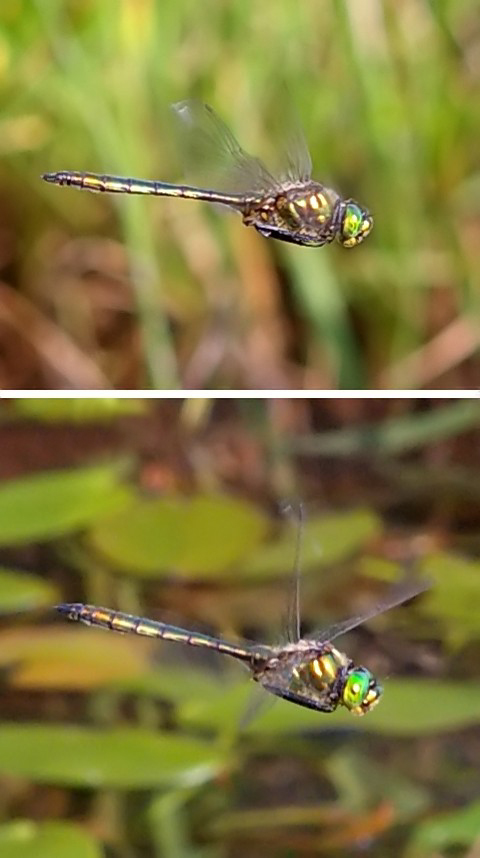
Mâle adulte de libellule émeraude brillante (Somatochlora metallica), en vol de reconnaissance.

Avec le vol initial commence la phase préreproductive de la vie de l’imago, tandis que la maturation de la libellule adulte se poursuit. Le vol initial conduit en général tout droit à la cime des arbres entourant le marécage, et peut, si ceux-ci manquent, provoquer un déplacement de plusieurs centaines de mètres. Le risque d'être mangé par des prédateurs – avant tout des oiseaux – est particulièrement élevé pendant ce vol initial, parce que les libellules qui ne sont pas encore totalement durcies, ne peuvent voler et manœuvrer que de façon maladroite. Pendant leur maturation, les libellules vivent dans leur habitat de maturation, (la végétation), loin des eaux, dans des clairières ou des terrains parsemés de buissons espacés. Toutes les libellules émeraude adoptent des habitats similaires. C'est ainsi que S. sahlbergi se trouve dans la forêt de bouleaux subarctique, et S. arctica dans la forêt claire de résineux, en utilisant les canopées pour se reposer. Contrairement à bien d'autres espèces de libellules, les libellules émeraude (et d'autres Corduliidae) n'utilisent pas d'observatoires d'où elles guetteraient leurs proies pour les chasser, mais elles chassent en vol. Elles chassent ainsi d'abord de petits insectes comme des moustiques (en particulier des chironomes) et des mouches. Leur vol est  plus ou moins rectiligne, éventuellement coupé d'ondulations ou de zigzags, avant tout dans les essaims d'accouplement de leurs cibles qu'elles attrapent avec leurs pièces buccales une par une pour les dévorer en plein vol. Il est plus rare qu'elles chassent de plus gros insectes comme des plécoptères, des éphémères, des Haematopota. On a aussi démontré pour S. metallica la chasse à la libellule à quatre taches (Libellula quadrimaculata). Dans ces cas, la chasse a lieu sur la terre, dans des endroits ouverts à quelque distance de l'eau, ou au-dessus des espaces ouverts des marais, ou dans des pentes peu arborées, ou des clairières. Les libellules chassent rarement les insectes dans leur lieu d'accouplement ou au-dessus de l'eau. À l’occasion, les libellules émeraude chassent aussi en meute, et on a ainsi observé des meutes de 23 individus de la S. viridiaenea japonaise, et même de 30 à 70 individus de S. hineana américaine. Par contre, S. alpestris peut se faire un territoire de chasse qu'elle défend contre les représentants de la même espèce.

## Reproduction et développement

### Reproduction
À la fin de la période de maturation, et donc pendant la période active pour la reproduction, les mâles et les femelles se retrouvent pour l'accouplement dans le domaine du « marécage de reproduction », et les heures de vol nuptial varient selon les espèces. S. flavomaculata  se trouve entre 8 h 30 et 17 h sur le marécage de reproduction, tandis que S. alpestris y reste jusqu'à 19 h. La S. linearis américaine, elle, est matinale, et ne se trouve sur le domaine de reproduction que de tôt le matin jusqu'à 8 h au plus tard.
Le lieu de rendez-vous des sexes correspond chez la plupart des espèces au marécage de ponte. Cependant chez les espèces qui pondent leurs œufs dans de petites mares, comme S. arctica et S. alpestris, ce peut quand même être en-dehors de cet endroit Les mâles parcourent le lieu de rendez-vous à la recherche de femelles réceptives, et peuvent patrouiller là pour plusieurs heures, ou chercher dans la végétation environnante. Certaines espèces sont territoriales et défendent leur territoire contre les autres mâles ou aussi contre les autres espèces. Ainsi, S. clavata, au Japon, se construit des domaines dans les canaux d'irrigation de champs de riz. On a aussi observé des défenses territoriales chez S. metallica sur de petits lacs, et chez S. meridionalis sur d'étroits ruisseaux. Les femelles, elles, ne viennent que rarement, et généralement pour une courte durée à l’espace de rendez-vous, si bien que le pourcentage des mâles présents dépasse souvent 90 % (operational sex ratio (OSR) > 0,9), alors que le rapport dans la population générale est à peu près équilibré.
Les préludes à l'accouplement n'ont lieu chez les libellules émeraude (comme chez d'autres Corduliidae) que très rarement loin du lieu de rendez-vous, et du marécage de ponte. Les femelles sont reconnues à la vue, les mâles réagissant d'abord à la manière de voler, puis reconnaissent la femelle à la forme de son abdomen. Les accouplements échouent très rarement, mais il peut y avoir des hybridations entre espèces, produisant des descendants viables. Cela a été observé en particulier chez S. sahlbergi avec  S. hudsonica et S. albicincta dans le Yukon au Canada. Les femelles non prises signalent leur disponibilité pour l'accouplement par un comportement de vol spécial, dans lequel elles s'immobilisent à de nombreuses reprises (vol précopulatoire, premating flight). Quand elles sont alors découvertes, elles sont abordées par un mâle et prises pour l'accouplement.

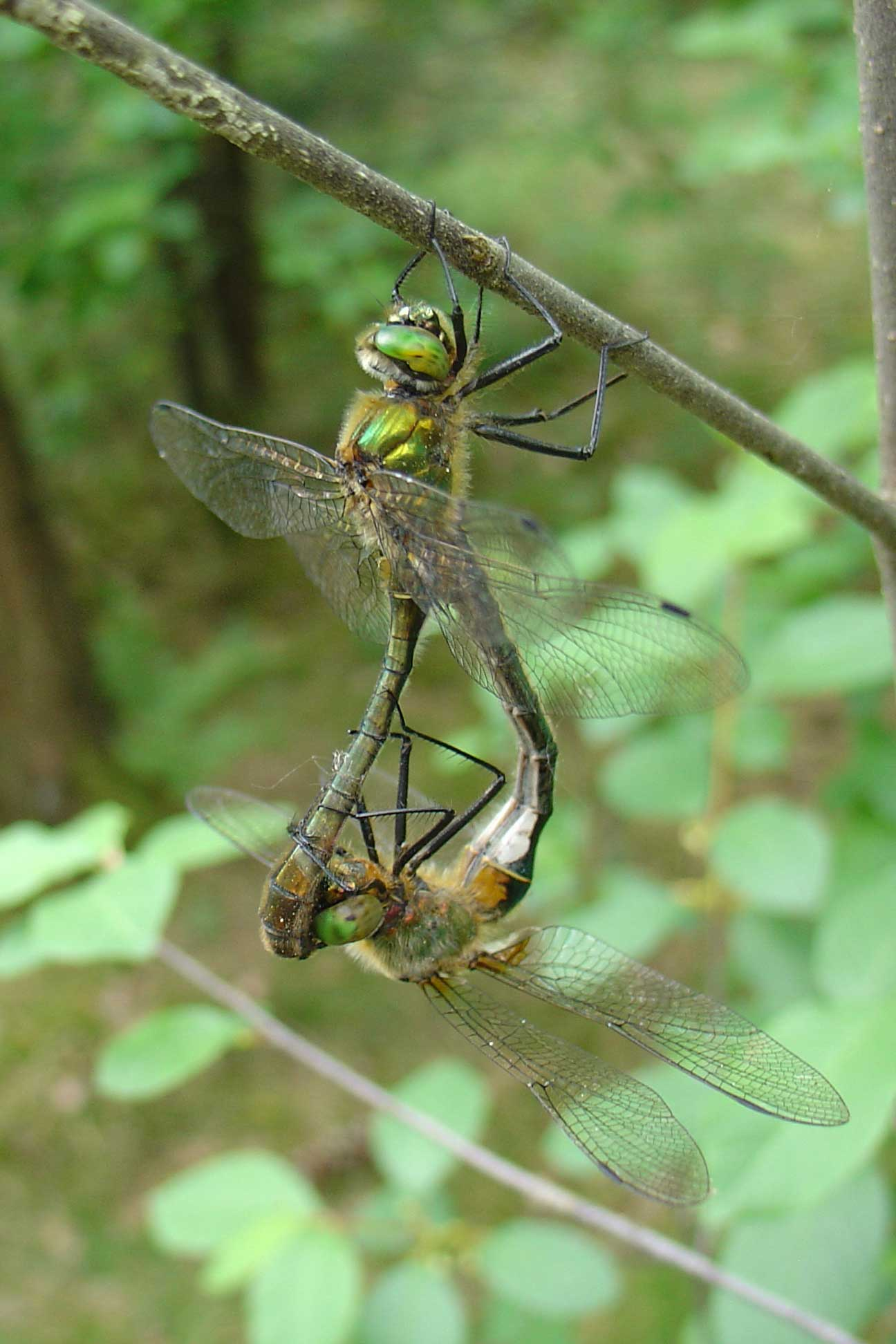
Accouplement de libellules émeraude (il s'agit ici probablement de Cordulia aenea). La femelle introduit la pointe de son abdomen dans l'organe copulatoire du mâle, sous le deuxième segment abdominal.

L'accouplement a lieu chez tous les Corduliidae, comme chez la plupart des grandes libellules de la même manière : le mâle commence par attraper la femelle au niveau du thorax, puis progresse vers la tête. Là, il attrape avec ses cerques la tête de la femelle, et continue à voler en tandem avec elle. En pliant à nouveau son abdomen vers l'avant, il fait passer du sperme dans son appareil copulatoire au-dessous de son deuxième segment abdominal. Puis il pousse la femelle à former la « roue copulatoire », où la femelle plie le bout de son abdomen vers l'appareil copulatoire du mâle et l’y fixe. Tandis que la plupart des espèces s'envolent alors rapidement vers la végétation, certaines libellules émeraude, comme S. arctica et S. flavomaculata continuent de voler en rond plusieurs minutes au-dessus du lieu de rendez-vous, et s'installent alors à un endroit sûr dans la végétation, où a vraiment lieu l'accouplement.
La durée de l'accouplement peut aussi varier considérablement selon les espèces, elle se situe en général entre un quart d'heure  et une heure (ou même plus). Les hamuli d'accouplement du mâle sont accrochés à la plaque subgénitale de la femelle, tandis que le « pénis » est introduit entre les deux parties de la plaque subgénitale, et le sperme est poussé par des mouvements de pompe dans l'ouverture génitale de la femelle. Après l'accouplement, les parties génitales se séparent, et, une ou deux secondes après, la prise en tandem se relâche, avant que l'un des partenaires ne s'envole, tandis que l’autre reste encore un petit moment sur le lieu de l'accouplement.

### Ponte
La ponte ne survient que quelque temps après l'accouplement ; la femelle arrive seule sur le lieu de ponte, et essaie de repousser le mâle, pour pouvoir pondre tranquillement, et échapper à d'autres accouplements. Les femelles de S. flavomaculata, S. arctica et S. alpestris se comportent très discrètement au milieu de la végétation. Si elles sont découvertes, elles s'enfuient devant le mâle en direction du rivage, ou signalent leur indisposition à l'accouplement en recourbant vers le bas l'arrière de l’abdomen.
Les œufs fécondés, avec l'embryon qu'ils contiennent, formé dans l'œuf à partir du zygote, sont déposés dans l'eau lors de la ponte. Chez les libellules émeraude et leurs proches parentes les Cordulia, les œufs sont déposés en petits groupes. Ils sortent vite l'un après l’autre de l'orifice génital, et se rassemblent sans se coller sur la plaque subgénitale en forme de gouttière. Comme chez tous les Corduliidae, les œufs à la sortie de l’orifice génital sont déposés en vol à la surface de l'eau en petits paquets de 2 à 15 œufs. Ils se séparent alors, coulent et reposent au fond ou sur des plantes. Grâce à l'osmose, de l'eau passe dans la partie externe du chorion, fait gonfler l'œuf en lui donnant une consistance gélatineuse, ce qui lui permet de coller à son substrat. Pour les œufs de S. arctica et S. alpestris, cela dure de 30 à 60 minutes jusqu'à ce que les œufs deviennent collants et prennent une place sûre au fond. Chez les espèces d'eau courante, ce processus peut être plus rapide, ce qui évite la dérive, mais le cas des libellules émeraude n’a pas encore été étudié. Le nombre d'œufs pondus se situe environ entre 300 et 1000 par femelle, mais en plus, certaines femelles peuvent effectuer plusieurs pontes.
Cependant, chez diverses libellules émeraude, contrairement à presque toutes les autres libellules, il peut y avoir ponte au sol. Par exemple, S. metallica dépose des paquets d'œufs dans le substrat mou de la berge des lacs, en les enfouissant d'environ un millimètre au moyen de son ovipositeur. Une observation similaire a été réalisée pour S. meridionalis, S. sahlbergi, S. uchidai, S. williamsonis, S. elongata et S. minor ; pour d'autres espèces à ovipositeur en forme de pic, on suppose le même comportement. De cette manière, les œufs échappent aux prédateurs aquatiques, mais les larves doivent, après éclosion, soit rejoindre activement l'eau, soit y être emportées par un courant.

### Développement embryonnaire
Comme chez toutes les autres espèces de libellules, le développement commence par la fécondation  des œufs dans la spermathèque (chambres paires, en forme de tuyau, dans lesquelles le sperme des mâles est stocké après l'accouplement) dans l'arrière-corps de la femelle. La sélection du sexe dépend du fait que les cellules après fécondation contiennent un ou deux chromosomes X.
L'embryon se développe en « prolarve », qui éclot dans l'eau et se transforme en larve complète. Le temps de développement, de la fécondation à l'éclosion de la prolarve dure chez S. viridiaenea de 19  à   21 jours. Le quatrième jour du développement, la ligne primitive de l'embryon fait à peu près la longueur de l'œuf, et le jour suivant, les segments apparaissent, avec les membres. À partir du neuvième jour, l'embryon se déroule, et mûrit pendant les dix jours suivants. Les yeux composés ne consistent encore chez les libellules émeraude que de sept yeux élémentaires (ommatidies) ; dans la famille des Epitheca, ce sont dix, et dans la famille des Aeshnidae, ce sont jusqu'à 270.
Pour le développement des embryons, il est nécessaire d'avoir une fenêtre très étroite de températures, à peu près de 10 °C. S. arctica et S. alpestris arrêtent de se développer sans doute au-dessous de 16 °C, et pour des températures au-dessus de 26 °C, les œufs et embryons meurent.
L'éclosion a lieu à la fin du développement de l’embryon, mais si cette fin a lieu en automne, les larves hibernent en diapause, si bien qu'elles n'éclosent qu'au printemps suivant, à la suite d'une élévation de température. Ces œufs en diapause ont été observés par exemple pour S. arctica et S. alpestris.

### Développement larvaire
Le développement larvaire représente chez les libellules émeraude, comme chez les autres libellules, la plus grande fraction du temps de vie de l'animal et dure – en fonction de l’espèce – généralement plusieurs années. On estime ainsi le temps de développement de S. arctica et S. alpestris à au moins trois ans, avec donc deux ou trois hibernations. Chez les espèces à répartition de haute altitude, comme S. semicircularis au Colorado, ou très nordique comme S. sahlbergi au Yukon (Canada), le temps de développement atteint même de quatre à cinq ans.
Au stade de prolarve (décrit par certains auteurs comme le premier stade de développement de la larve), l'animal fraîchement éclos fait 1 mm de long, et est transparent. Le développement ultérieur se fait par au moins 11 mues, si bien qu'il est possible d'avoir 12 à 14 stades larvaires. La taille du corps augmente à chaque mue d'un tiers, et la durée de chaque stade augmente aussi, bien que certaines espèces aient des stades plus courts vers la fin. Chez certaines espèces, on en arrive à un crowding effect (effet d'encombrement), quand beaucoup de larves de la même ponte poussent dans le même petit marécage, et entrent donc en concurrence pour la nourriture. Dans ce cas, il a été montré dans des élevages artificiels de S. arctica que seul un individu se développe normalement, tandis que les  autres, même en présence d'une quantité suffisante de nourriture, se développent moins vite. Ceci est en particulier important quand les larves se développent ensemble dans de très petites mares de marécages, ce qui est souvent le cas chez certaines libellules émeraude. Avant la métamorphose en imago, il y a chez la plupart des larves une dernière diapause hivernale dans le dernier stade larvaire, ce qui permet la synchronisation des développements larvaires et permet aux imagos de se métamorphoser et de s'envoler au début du printemps presque toutes ensemble.

### Métamorphose en imago

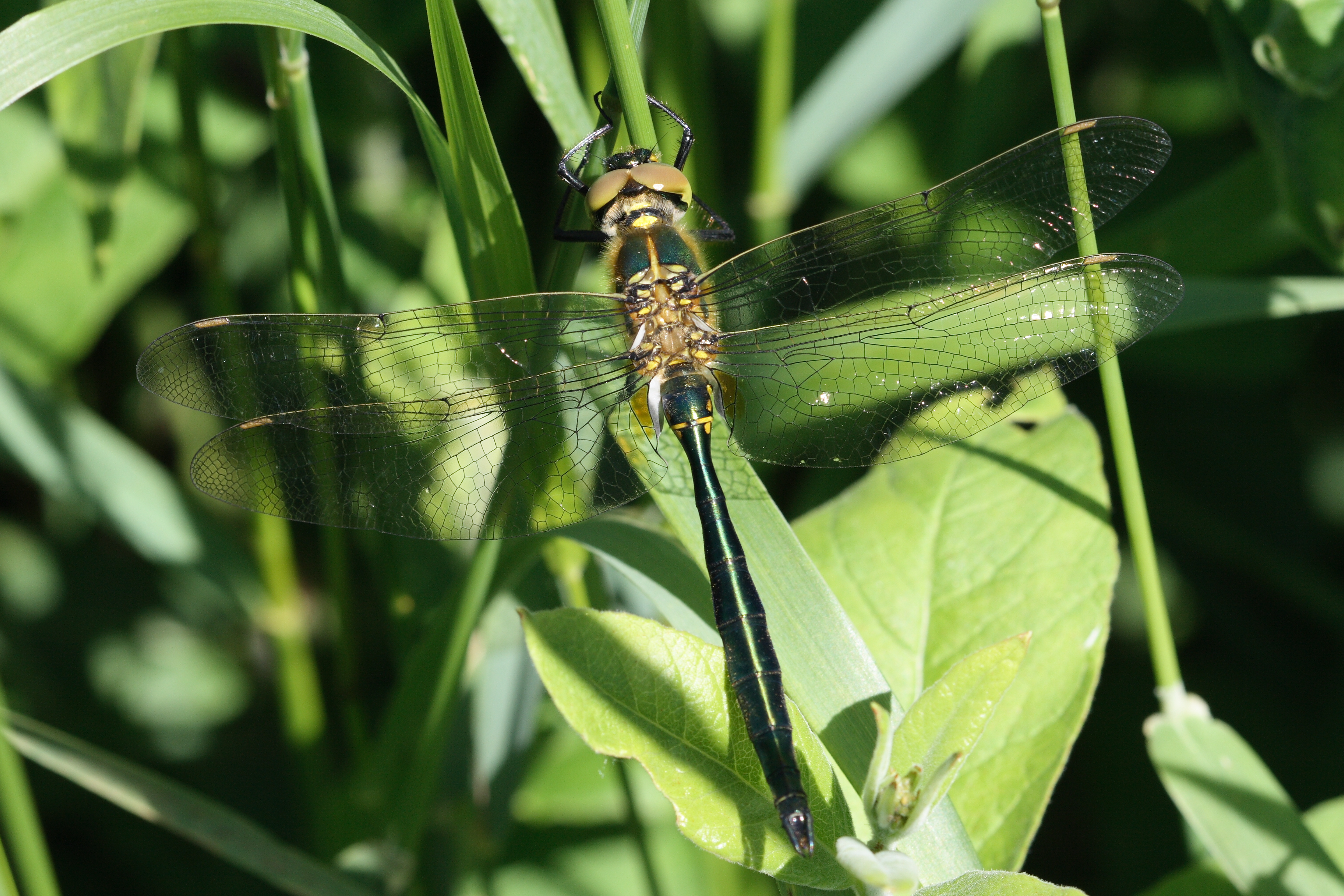
Chez les imagos juvéniles, ici un mâle juste métamorphosé de Somatochlora metallica, les yeux composés n'ont tout d'abord pas encore pris leur couleur verte.

C'est la métamorphose qui forme la conclusion du développement larvaire, le changement d'espace de vie et de mode de vie d'aquatique à aérien. La métamorphose, transformation de la larve en imago, est pilotée chez tous les insectes par des hormones, l'ecdysone et l'hormone juvénile  et a lieu à la fin du dernier stade larvaire. Elle est déclenchée par une brusque remontée de l’ecdysone, non accompagnée d'hormone juvénile. Chez les libellules, la formation des organes de l'imago, en particulier génitaux, est terminée, les caractéristiques larvaires comme le masque de chasse sont détruites peu de jours avant la dernière mue.
Juste avant la métamorphose, la larve grimpe sur une tige de plante, ou quelque autre support, hors du marécage natal, et s'y accroche fermement au-dessus de la surface de l'eau. Ceci a lieu de préférence au voisinage du rivage. La respiration a lieu par les trachées déjà formées avec des ouvertures (stigmates) sur le thorax. Dans cette position, la peau de la larve sèche, et est détachée de la nouvelle peau par un mouvement de « pompe ». Pendant ce temps-là, l'animal fait tourner ses  membres pour mieux s'accrocher, ce qui est typique des Corduliidae, et qui a été décrit en particulier pour S. meridionalis. La peau éclate dans la région des étuis alaires, et la déchirure s'étend au-dessus des articulations des ailes et de la tête. La tête et le thorax sortent de cette ouverture, puis les membres, les ailes et enfin l'abdomen. Quand l'imago est complètement sortie de l'exuvie, elle déploie ses ailes, qui étaient jusqu'alors complètement repliées dans leurs étuis, en gonflant les nervures par de l’hémolymphe. En même temps, l'abdomen est étendu, la libellule durcit et se colore. La vie de l’imago commence avec le vol initial.
L'émergence des libellules émeraude a lieu soit au début de la saison chaude au printemps (espèces printanières), auquel cas la dernière mue larvaire avait eu lieu avant l'hiver, ou bien après encore une ou deux mues au début de l'été (espèces estivales). C'est ainsi que S. alpestris est classée comme espèce printanière et S. metallica comme espèce estivale, tandis que S. arctica, selon les régions, peut être printanière ou estivale. La métamorphose dure plusieurs heures : on a observé pour S. alpestris une durée d'environ 3,5 heures, et pour S. arctica 4,5 heures. Elle a lieu pour la majorité des espèces le matin. Pour S. semicircularis, des Montagnes Rocheuses, il a pu être montré qu'à midi environ 75 % de la cohorte de la journée avait terminé sa métamorphose, les autres s'envolant dans les quelques heures suivantes.

### Vie de l’imago
La vie de l'imago, soit la vie de la libellule adulte et capable finalement de se reproduire, est très courte en comparaison avec ses années de vie larvaire. Pour les Corduliidae, on suppose une durée de vie moyenne de 50 jours. Des études de plein air sur S. alpestris ont donné une vie moyenne de 45 jours, avec un maximum de 66.
Juste après la métamorphose, les libellules ne sont pas encore capables de se reproduire, mais ont encore besoin d'une brève période de maturation, qu'elles passent dans la végétation environnante. Pendant ce temps, elles durcissent complètement, leurs yeux au début bruns se colorent en vert émeraude éblouissant, le corps sombre reçoit son éclat métallique vert typique et les organes sexuels finissent de se développer. La période de maturation dure chez les libellules émeraude entre 7 et 28 jours, et même chez S. uchidai jusqu'à 36 jours pour les mâles et 32  pour les femelles, pour une durée de vie maximale observée de 69 jours pour les mâles et de 49 pour les femelles,.

## Prédateurs et parasites

### Prédateurs des larves et stratégies d'évitement
Aussi bien les larves que les imagos sont souvent la proie d'autres espèces d'animaux carnassiers (prédateurs). C'est ainsi que les larves sont mangées par des larves de libellules (parfois de leur propre espèce) ou par des poissons, sans que l'on ait observé de distinction entre les larves de libellules émeraude et celles d'autres espèces de libellules. Pour l'espèce proche parente Epitheca cynosura, il a été rapporté que dès le premier mois après l'éclosion des œufs, jusqu'à 60 % des larves avaient été dévorées par d'autres larves de libellules ou des poissons. Pour Cordulia amurensis, il a été calculé qu'après les cinq ans de développement, seules environ 0,2 % des larves écloses arrivaient à la métamorphose,.
L'espèce survit souvent par la tactique mise en œuvre par S. arctica et S. alpestris, qui pondent dans les plus petites mares du marécage, acides, où il n'y a pas de prédation de la part des poissons. Pour se protéger des prédateurs, les larves se servent d'abord de toutes les possibilités de camouflage et de cachettes.  D'autres espèces, comme S. meridionalis sont très aplaties, et possèdent un décor de couleurs sur leur abdomen, qui les camoufle bien sur le fond. S. alpestris possède au contraire un abdomen saillant muni de poils dans lesquels se prennent des brins de tourbe, si bien qu'elles sont déguisées en débris de tourbe. Si les larves sont découvertes malgré leur camouflage, et attaquées, elles font le mort (thanatose) de façon réflexe. En plus,  S. metallica, S. meridionalis et S. flavomaculata possèdent, comme de nombreuses autres larves de libellules, de fortes épines sur le dos et les côtés de l’abdomen, et étendent leurs membres, ce qui retient les poissons de les dévorer, surtout pour les plus grosses. On a pu démontrer expérimentalement que certaines larves de libellules développent de plus grandes épines en présence de poissons. Dans les eaux naturelles poissonneuses, elles ont en effet de plus grandes épines. Il n'y a pas eu d'étude à ce sujet pour les libellules émeraude.
L'attaque des larves de libellule par des parasites est peu étudiée. En général, elles sont infestées par des grégarines, ou à certains stades,  par des cestodes et des trématodes ainsi que des nématomorphes. C'est ainsi qu'on a pu montrer des larves de S. metallica infestées de larves d'un cestode du genre Schistotaenia, et dans la même espèce, on a aussi trouvé le nématomorphe Gordius aquaticus. À côté de ces hôtes parasites, les larves de libellules peuvent aussi servir de support pour des unicellulaires ou petits animaux sessiles, comme des Vorticellidae (en particulier des Zoothamnium), des polypes (p. ex. Hydra) et des Ectoprocta (p. ex. Fredericella), qui ont été trouvés notamment chez S. metallica (Épizoose).

### Prédateurs des imagos

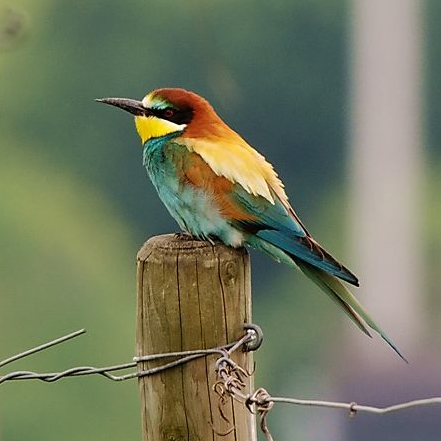
Le guêpier d'Europe (Merops apiaster, Linnaeus, 1758) est régionalement un des chasseurs de libellules le plus efficace ; localement, la nourriture de la nichée consiste jusqu'à 20 % en S. flavomaculata.

Les imagos des Corduliidae ne sont, en raison de leur couleur et de leur vitesse, que relativement rarement victimes de prédateurs. Ils sont particulièrement en danger pendant leur métamorphose, pendant la roue de copulation, et pendant la ponte. Ils se font attraper occasionnellement par une série d'oiseaux, dont le pinson des arbres (Fringilla coelebs, Linnaeus, 1758), l'hirondelle rustique (Hirundo rustica) ou la Locustelle luscinioïde (Locustella luscinioides). Elles sont particulièrement importantes comme nourriture pour les guêpiers d'Europe, chez lesquels on a observé dans le Sud de la Pologne, que localement jusqu'à 20 % de la nourriture de la nichée consistait en S. flavomaculata. En plus il faut compter les grenouilles, les mouches à toison, ainsi que de grandes libellules (Anisoptera), qui sont en mesure de chasser les libellules émeraude, et, plus rarement, des araignées ou des poissons.
Les libellules mortes ou moribondes qui tombent à la surface des marais sont attaquées et sucées par les araignées d’eau, celles qui tombent dans des toiles d'araignée peuvent être dévorées par des mouches-scorpions ou autres charognards.
Les parasites des imagos sont avant tout les grégarines qui ont déjà parasité les larves, ainsi que les cestodes et trématodes, qui utilisent les libellules comme hôtes intermédiaires, pour prendre les oiseaux insectivores comme hôtes définitifs. En outre, il y a des ectoparasites, en particulier les larves du genre d'hydracarien Arrenurus (en Europe, uniquement Arrenurus pustulator). Celles-ci recherchent des larves de libellules prêtes pour la métamorphose, et au moment de celle-ci, se glissent sous la partie arrière de l’abdomen. Elles le piquent avec un suçoir pour se nourrir de l’hémolymphe de la libellule, et après trois à quatre semaines de développement parasitaire, se laissent à nouveau tomber à l’eau. La multiplication peut ainsi faire pour une libellule plus de 1000 acariens à partir de quelques individus. Jusqu'à présent on n'a identifié en Europe que S. metallica et Cordulia aenea comme hôtes d'acariens.
D'autres ectoparasites sont des cératopogonidés du genre Forcipomyia, qui infestent, à côté d'autres libellules, les espèces S. arctica, S. uchidai et S. flavomaculata, s'installant avec leurs suçoirs près des nervures des ailes, à la base de ces dernières, et y sucent l’hémolymphe. En général, on n'en trouve que deux ou au plus trois chez une libellule.

## Évolution et taxonomie

### Étude des fossiles
L'inventaire des fossiles de Corduliidae est très restreint, et leur classification est difficile. Le plus vieux fossile de Corduliidae semble aujourd'hui être une Molecordulia karinae du Paléocène au Danemark, âgée d'environ 65 millions d'années.
La plus ancienne des libellules émeraude retrouvée provient sans doute du Miocène (5  à   24 millions d'années), en Bulgarie, cependant le classement en Somatochlora alpestris est contesté.

### Taxonomie externe
Les libellules émeraude sont un genre au sein de la famille des Corduliidae, et donc rangées dans la super-famille des Libelluloidea. Actuellemen[Quand ?]t, on distingue dans ce genre en tout 39 espèces. Mais du point de vue phylogénétique, il n'est pas clair que le classement des familles soit définitif :
Selon le tableau SITI datant de 2006, on peut classer les familles, sous-familles et genres qui nous[Qui ?] concernent selon le tableau suivant[réf. nécessaire] :
| ordre Anisoptera |  |  |  |                      |  |  |  |                     |  |  |  |                          |
|                  |  |  |  | famille Corduliidae  |  |  |  |                     |  |  |  |                          |
|                  |  |  |  |                      |  |  |  |                     |  |  |  |                          |
|                  |  |  |  |                      |  |  |  | sous-f. Corduliinae |  |  |  |                          |
|                  |  |  |  |                      |  |  |  |                     |  |  |  |                          |
|                  |  |  |  |                      |  |  |  |                     |  |  |  | genre Gomphomacromia ... |
|                  |  |  |  |                      |  |  |  |                     |  |  |  |                          |
|                  |  |  |  |                      |  |  |  |                     |  |  |  | genre Somatochlora ...   |
|                  |  |  |  |                      |  |  |  |                     |  |  |  |                          |
|                  |  |  |  |                      |  |  |  | sous-f. Macromiinae |  |  |  |                          |
|                  |  |  |  |                      |  |  |  |                     |  |  |  |                          |
|                  |  |  |  | famille Libellulidae |  |  |  |                     |  |  |  |                          |
|                  |  |  |  |                      |  |  |  |                     |  |  |  |                          |
| ...              |  |  |  |                      |  |  |  |                     |  |  |  |                          |

Un travail de 2007 propose un classement phylogénétique quelque peu différent :
| super-f. Libelluloidea | super-f. Libelluloidea | super-f. Libelluloidea | super-f. Libelluloidea | super-f. Libelluloidea | super-f. Libelluloidea |  |  |  |  |  |  | (g. Gomphomacromia ... ) ← s.f. Corduliinae | (g. Gomphomacromia ... ) ← s.f. Corduliinae | (g. Gomphomacromia ... ) ← s.f. Corduliinae | (g. Gomphomacromia ... ) ← s.f. Corduliinae | (g. Gomphomacromia ... ) ← s.f. Corduliinae | (g. Gomphomacromia ... ) ← s.f. Corduliinae |
| super-f. Libelluloidea | super-f. Libelluloidea | super-f. Libelluloidea | super-f. Libelluloidea | super-f. Libelluloidea | super-f. Libelluloidea |  |  |  |  |  |  | (g. Gomphomacromia ... ) ← s.f. Corduliinae | (g. Gomphomacromia ... ) ← s.f. Corduliinae | (g. Gomphomacromia ... ) ← s.f. Corduliinae | (g. Gomphomacromia ... ) ← s.f. Corduliinae | (g. Gomphomacromia ... ) ← s.f. Corduliinae | (g. Gomphomacromia ... ) ← s.f. Corduliinae |
|                        |                        |                        |                        |                        |                        |  |  |  |  |  |  | s-f. Corduliinae ← g. Somatochlora ...      |                                             |                                             |                                             |                                             |                                             |
|                        |                        |                        |                        |                        |                        |  |  |  |  |  |  |                                             |                                             |                                             |                                             |                                             |                                             |
|                        |                        |                        |                        |                        |                        |  |  |  |  |  |  | Macromiidae ← s-f. Macromiinae              |                                             |                                             |                                             |                                             |                                             |
|                        |                        |                        |                        |                        |                        |  |  |  |  |  |  |                                             |                                             |                                             |                                             |                                             |                                             |
|                        |                        |                        |                        |                        |                        |  |  |  |  |  |  | Libellulidae ← f. Libellulidae              |                                             |                                             |                                             |                                             |                                             |
|                        |                        |                        |                        |                        |                        |  |  |  |  |  |  |                                             |                                             |                                             |                                             |                                             |                                             |

En ce qui concerne le genre Somatochlora lui-même, on n’a pas de preuve de son monophylétisme, mais il n'y a pas de  raison d'en douter. Par contre, les remaniements tels que celui exposé ci-dessus montrent qu'il y a de fortes ambiguïtés au sujet des groupes frères.

### Taxonomie interne
La description première valable aujourd'hui du genre en tant que Somatochlora est celle d'Edmond de Sélys Longchamps en 1871. Le nom scientifique est dérivé des mots grecs pour corps et vert. Le genre avait été nommé Chlorosoma en 1840 par Toussaint von Charpentier, à partir des mêmes racines en ordre inverse. Mais comme ce nom était déjà utilisé pour le genre de couleuvres connu aujourd'hui sous le nom de Philodryas, il n'était pas valable, et a été changé en celui donné par Sélys. Les libellules émeraude ont reçu leur nom vernaculaire de la couleur verte de leurs yeux. L'allemand les connaît sous le nom équivalent Smaragdlibelle, l'anglais par Emeralds, ou Emerald dragonflies.
Au sein des libellules, on peut distinguer environ 40 espèces selon les auteurs, la différence possible résidant avant tout dans le fait de prendre pour espèce ce qui est pris par un autre auteur comme sous-espèce.

#### Liste des espèces du genreSomatochlora
Liste d'après les choix de Schorr et Paulson :
- Somatochlora albicincta (Burmeister, 1839)
- Somatochlora alpestris (Selys, 1840) - Libellule émeraude des Alpes ou Chlorocordulie alpestre
- Somatochlora arctica (Zetterstedt, 1840) - Chlorocordulie ou Cordulie arctique
- Somatochlora borisi Marinov, 2001 - Libellule émeraude bulgare
- Somatochlora brevicincta (Robert, 1954)
- Somatochlora calverti (Williamson & Gloyd, 1933)
- Somatochlora cingulata (Selys, 1871)
- Somatochlora clavata (Oguma, 1922)
- Somatochlora daviesi (Lieftinck, 1977)
- Somatochlora dido (Needham, 1930)
- Somatochlora elongata (Scudder, 1866)
- Somatochlora ensigera (Martin, 1907)
- Somatochlora filosa (Hagen, 1861)
- Somatochlora flavomaculata (Vander Linden, 1825) - Chlorocordulie ou Cordulie à taches jaunes
- Somatochlora forcipata (Scudder, 1866)
- Somatochlora franklini (Selys, 1878)
- Somatochlora georgiana (Walker, 1925)
- Somatochlora graeseri (Selys, 1887)
- Somatochlora hineana (Williamson, 1931)
- Somatochlora hudsonica (Hagen in Selys, 1871)
- Somatochlora incurvata (Walker, 1918)
- Somatochlora japonica (Matsumura, 1911)
- Somatochlora kennedyi (Walker, 1918)
- Somatochlora linearis (Hagen, 1861)
- Somatochlora lingyinensis (Zhou & Wa, 1979)
- Somatochlora margarita (Donnelly, 1962)
- Somatochlora meridionalis Nielsen, 1935 - Chlorocordulie ou Cordulie méridionale
- Somatochlora metallica (Vander Linden, 1825) - Chlorocordulie ou Cordulie métallique
- Somatochlora minor (Calvert, 1898)
- Somatochlora nepalensis (Asahina, 1982)
- Somatochlora ozarkensis (Bird, 1933)
- Somatochlora provocans (Calvert, 1903)
- Somatochlora sahlbergi Trybom, 1889 - Cordulie ou Chlorocordulie polaire
- Somatochlora semicircularis (Selys, 1871)
- Somatochlora septentrionalis (Hagen, 1861)
- Somatochlora shanxiensis (Zhu & Zhang, 1999)
- Somatochlora tenebrosa (Say, 1840)
- Somatochlora uchidai (Förster, 1909)
- Somatochlora viridiaenea (Uhler, 1858)
- Somatochlora walshii (Scudder, 1866)
- Somatochlora whitehousei (Walker, 1925)
- Somatochlora williamsoni (Walker, 1907)

## Statut et protection
Au sein des libellules émeraude, il y a un certain  nombre d'espèces qui sont jugées en danger, soit dans une région, soit dans leur population générale. L'Union internationale pour la conservation de la nature (UICN) énumère dans la liste rouge des espèces menacées 13 espèces de libellules émeraude, mais dont deux seulement sont considérées comme menacées (vulnérables : VU) et trois comme quasi-menacées (NT), tandis que les autres sont considérées comme peu menacées (LC), ou insuffisamment documentées (DD). Les deux espèces menacées S. margarita et S. borisi se distinguent par un territoire très restreint : S. margarita se limite à deux états des États-Unis, et S. borisi, qui n’a été décrite que depuis peu, est limitée aux confins de la Turquie, de la Grèce et de la Bulgarie. Les trois espèces figurant comme quasi-menacées (S. hineana, S. ozarkensis und S. calverti) ont des territoires très restreints, ce pourquoi elles ont été classées dans cette liste.